# Windows 3.0
El Windows 3.0 representà la 3a versió del Microsoft Windows; presentat el 22 de maig de 1990, en 6 disquets de 3,5", va ser la primera versió de Windows amb èxit (vegeu Història de Microsoft Windows) amb 10 milions de còpies venudes, convertint-se en la major font d'ingressos de Microsoft.
El primer PC distribuït amb aquest Windows fou un de Zenith Data Systems, que ja havia venut equips anteriorment amb altres versions de Windows i havia pressionat a Microsoft per desenvolupar un nou entorn gràfic a causa del fet que Zenith tenia com a competidor directe en equips per a facultats i universitats Apple.
Degut al seu entorn gràfic (GUI), va ser un rival dur per a l'Apple Macintosh i el Commodore Amiga. Va ser substituït pel Windows 3.1.

## Novetats
Successor del Windows 2.11, inclou un entorn gràfic significativament nou (suport VGA), així com noves millores tècniques que permeten donar-li un millor ús als gestors de memòria dels processadors Intel 286 i 386. Programes d'MS-DOS de mode text podien ser oberts en una finestra (una característica que de forma limitada oferia l'anterior Windows/386 2.1, fent que el sistema pogués ser usat com un multitasca per a programes antics. No obstant això, no va tenir molt ús atès que la majoria de programes i jocs continuaven requerint un accés directe a MSDOS.
El MS-DOS Executive (administrador de fitxers i iniciador d'aplicacions) va ser substituït per un programa amb un entorn basat en icones: l'Administrador de programes i l'Administrador de fitxers; ambdós simplificaven l'inici de les aplicacions. El Tauler de Control permetia canviar opcions del sistema, incloent un control limitat en els temes de color de la interficie. Un petit nombre d'aplicacions es van incloure, com el Bloc de notes, el processador de texts Write, un gravador de macros (posteriorment es va suprimir) i una calculadora; el joc Reversi va ser afegit juntament amb el Solitari.

### Requisits
Els requisits oficials per iniciar Windows 3.0 són els següents:
- Processador Intel 8086/8088 o superior
- 640K de memòria convencional
- Disc dur amb 6-7 Mb d'espai lliure
- Adaptador gràfic CGA/EGA/VGA/Hercules/8514/a

Cal esmentar que també es recomanava un ratolí compatible amb Microsoft.

### Modes de memòria
Windows 3.0 és l'única versió capaç d'iniciar-se en 3 modes de memòria diferents:
- Real mode, mode real, pensat per ordinadors antics amb processadors 8086.
- Standard Mode, mode estàndard, pensat per ordinadors amb processadors 286.
- 386 Enhaced mode, mode enllaçat, pensat per ordinadors amb processadors 386 i superiors.

El primer mode de memòria va existir ja en versions del Windows 2.x, però va ser suprimit a partir del Windows 3.1. La major part d'aplicacions dissenyades per a Windows 3.0 poden iniciar-se en els 2 modes següents al Real mode; això no obstant, calia iniciar Windows en mode Real per iniciar SWAPFILE.EXE, el qual, permet als usuaris canviar les opcions de memòria virtual.
El segon mode de memòria va ser el més usat en l'època a causa del fet que la majoria d'ordinadors eren 286 amb almenys 1 Mb de ram. Ara bé, no tots els 286 i 386 gestionaven la memòria entre els 640 kb (el límit de la Memòria convencional) i 1 Mb (alguns no ensenyaven la memòria entre els 640 kb i 1 Mb). Conseqüentment el sistema es retenia en mode estàndard; molts 386 iniciaven Windows 3.0 en aquest mode degut al problema de la memòria.
Finalment, el tercer mode de memòria implementava els beneficis de l'anterior mode de memòria amb l'afegit dels 32 bits en adreçament i paginació per un accés més ràpid a la memòria, i un mode virtual 8086 per una execució de programes MS-DOS més segura; a diferència dels anteriors, que iniciaves una aplicació MS-DOS en pantalla completa únicament, aquest permet iniciar més d'un en pantalles separades; aquest mode requeria un 386 amb 1 Mb de memòria RAM i 640 kb de memòria base (la major part d'ordinadors venuts el 1990).

## Les extensions multimèdia
Presentades a la tardor del 1991, servien per suportar targetes de so i lectors de CD-ROM. Aquestes extensions van ser presentades en OEM, en general a fabricants de lectors i targetes de so, i afegien un suport bàsic multimèdia per entrada i sortida d'àudio i una aplicació reproductora de dics d'àudio. Aquestes extensions no estaven disponibles pel Windows 3.0 real mode; posteriorment Windows 3.1 les afegirà.